# New Orleans (film 1929)
New Orleans è un film del 1929 diretto da Reginald Barker e interpretato da Ricardo Cortez.
Prodotto e distribuito dalla Tiffany, il film uscì nelle sale il 2 giugno 1929.